# 栗林良吏
栗林 良吏（くりばやし りょうじ、1996年7月9日 - ）は、愛知県海部郡佐織町（現：愛西市）出身のプロ野球選手（投手）。右投右打。広島東洋カープ所属。

## 経歴

### プロ入り前
軟式野球を始めた当初は内野手で、愛西市立勝幡小学校在学中に勝幡ドラゴンズ、愛西市立佐織中学校在学中に藤華クラブへ所属。愛知黎明高校在学中に、投手へ転向し、エース兼4番打者として活躍した。
進学した名城大学で山内壮馬コーチに指導を受けてから急成長。愛知大学野球のリーグ戦には、1年時の春季から登板すると、3年時の春季にノーヒットノーランを達成した。リーグ戦では通算で32勝を挙げたほか、2年時と3年時には、チームの秋季優勝を経て明治神宮野球大会に出場。3年時には大学日本代表へ選ばれた。
大学4年生だった2018年の秋にプロ志望届を日本学生野球協会へ提出し、10月25日に行われたNPBドラフト会議に臨んだ。2位指名以内でなければ社会人チームに進むことを決めており、結局指名漏れとなった。卒業後はトヨタ自動車へ入社。入社1年目の2019年からエース格で活躍したばかりか、同年のアジア・ウインターリーグでも、JABA（社会人野球）選抜チームの優勝に貢献した。
2020年10月26日に行われたNPBドラフト会議1巡目で、広島東洋カープから単独指名され、契約金1億円、年俸1600万円（金額は推定）に出来高分を加えた最高の条件で入団した。背番号は20。担当スカウトは松本有史。

### 広島時代

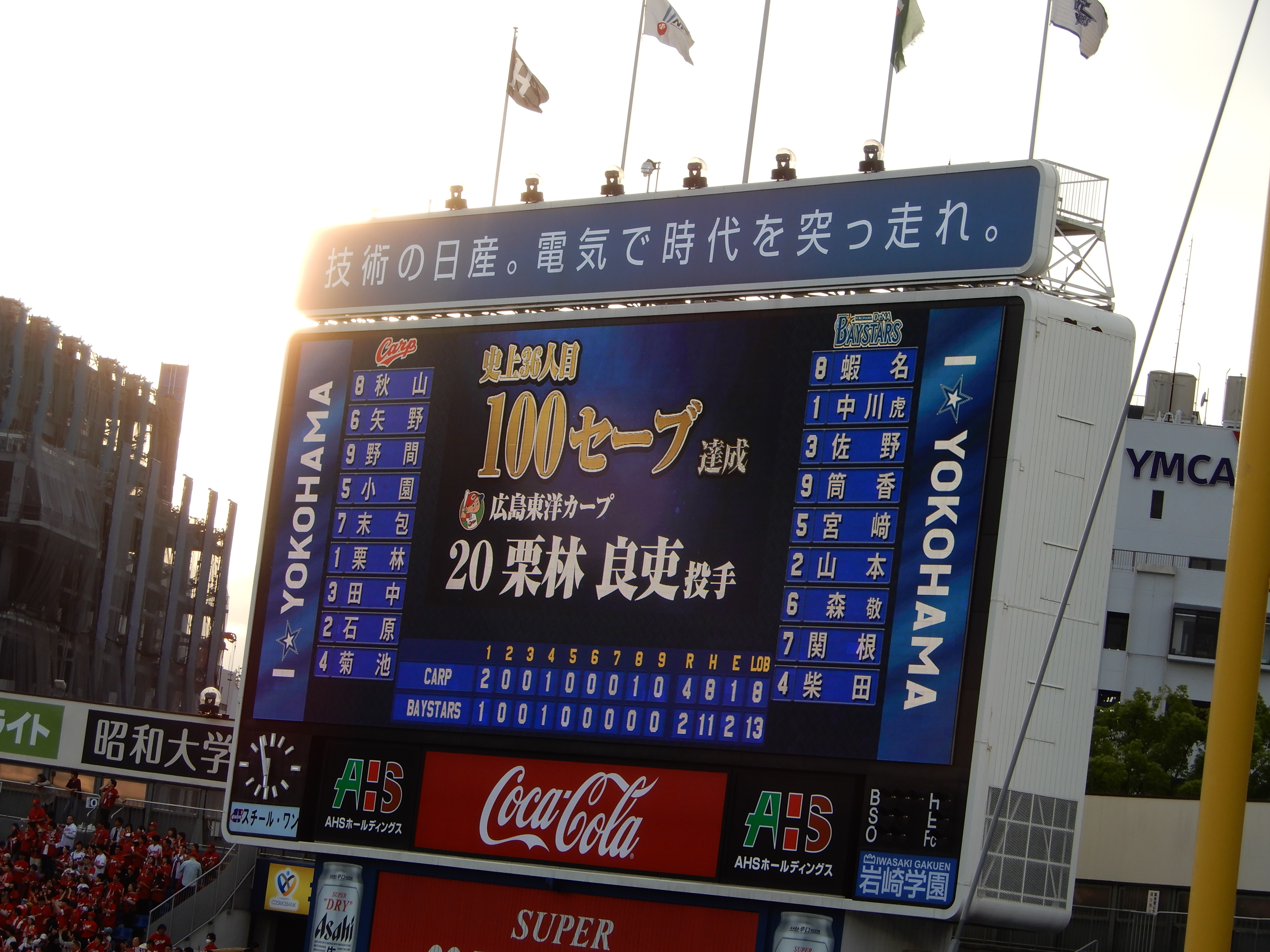
通算100セーブを達成し、バックスクリーンに映し出される。2024年5月26日、横浜スタジアムにて。

2021年は、佐々岡真司監督から抑え投手に指名され、開幕第2戦となった3月27日の中日ドラゴンズ戦（MAZDA Zoom-Zoom スタジアム広島）で3点リードの9回に登板し、三者凡退の投球でプロ入り初登板初セーブを挙げた。6月13日に途切れるまで、開幕から22試合連続無失点を記録し、新人投手による開幕からの連続無失点試合数の日本記録を更新した。6月16日に、この年の新人選手では唯一となる東京オリンピックの野球日本代表に選出された。7月5日にはオールスターゲームに監督推薦で選出された。球団の新人では野村祐輔以来9年ぶりの選出となった。オリンピックでは抑えとして全5試合に救援登板をし、2勝3セーブと日本の金メダル獲得に大きく貢献。決勝のアメリカ戦では9回2点リードで登板しリードを守り抜き、胴上げ投手となった。シーズン再開後も10月13日に大野豊の球団記録を更新する15試合連続セーブを記録するなど抑えとしてフル回転し、11月11日のシーズン最終戦（東京ヤクルトスワローズ戦・明治神宮野球場）で史上2位タイの20試合連続セーブで山﨑康晃に並ぶ新人最多タイの37セーブ目を挙げ、セーブ機会での失敗なしでシーズンを終えた。11月30日には球団の2年目の選手としては史上最高額となる推定年俸5300万円で契約を更改した。12月15日にはセ・リーグ新人王を受賞した。球団からの受賞は前年の森下暢仁に続く2年連続で、1984年の小早川毅彦、1985年の川端順、1986年の長冨浩志の3年連続受賞以来、35年ぶりの快挙であった。また、投手がレギュラーシーズン未勝利で新人王を獲得したのは史上初のことである。
2022年は、3月31日の阪神タイガース戦（マツダ）でセーブを記録し、佐々木主浩が持つプロ野球記録の22試合連続セーブに並んだが、次の登板の4月2日の中日戦（バンテリンドーム ナゴヤ）で岡林勇希にサヨナラ安打を打たれ初のセーブ失敗を喫し、記録も途切れた。2年連続で監督推薦での出場となったオールスターゲームでは、7月27日の第2戦に登板し1回を無失点に抑えた。9月13日の阪神戦（阪神甲子園球場）でシーズン30セーブ目を記録。新人から2年連続の30セーブは山﨑康晃以来史上2人目、球団史上初の快挙だった。12月20日には球団の3年目としては史上最高額となる推定年俸9500万円で契約を更改した。
2023年は、1月26日に2023 ワールド・ベースボール・クラシックの日本代表への選出が発表された。強化試合の3試合に登板し無失点と順調な調整を進めていたが、本戦の1次ラウンドで登板が無いまま、3月14日に「腰の張り」を原因として代表チームからの離脱が発表された。後にこの故障離脱は、代表チームの専属ヘッドトレーナーの施術が原因だったことが判明した。シーズン開幕には間に合い前年に引き続き抑え投手を務めたが、4月だけでこれまでの通算3敗を上回る4敗を喫し、5月1日には右内転筋筋挫傷でプロ入り後初めて出場登録を抹消された。セ・パ交流戦開幕から中継ぎとして一軍に復帰し、6月6日の北海道日本ハムファイターズ戦（エスコンフィールドHOKKAIDO）で1回を無失点に抑え、プロ3年目、通算116試合目の登板でプロ初勝利を記録した。夏場以降は離脱中に代役の抑えを務めていた矢崎拓也とのダブルストッパーとして起用され、最終的には自己最多の55試合に登板し、18セーブを記録してチームの5年ぶりとなるクライマックスシリーズ進出に貢献した。10月15日のクライマックスシリーズ ファーストステージ第2戦でシリーズ初セーブを挙げ、ファイナルステージ進出を決めた。11月28日には2000万円増となる推定年俸1億1500万円で契約を更改した。 4年目での年俸1億円突破は、森下暢仁以来2人目の球団最速タイ記録となった。
2024年は、開幕から順調にセーブを重ね、5月26日のDeNA戦で日本人投手としては最速タイとなる178試合目での通算100セーブを達成。7月26日のヤクルト戦では打者3人を全員初球でアウトにし、NPB史上初となる1イニング打者3人3球セーブを記録。8月3日の対中日戦（マツダ）で2年ぶり3回目のシーズン30セーブを達成した。9月11日の対巨人戦（マツダ）では、2点リードの9回表に登板するも4四死球を与え、押し出し2点を含む6失点の大乱調となり、プロ入り以来最多失点のイニングとなった。一方で、同月21日の同じく対巨人戦（マツダ）では9回を三者凡退で抑え、シーズン球団最多タイの38セーブを記録するなど、終盤は波がある内容となった。最終的にはプロ入り最多の60登板、0勝6敗、38セーブ、12ホールド、防御率1.96の成績でシーズンを終えると、10月16日に右肘関節の骨棘治療手術を実施、10月22日より大野練習場でリハビリを開始。11月27日の契約更改交渉では4500万円アップの推定年俸1億6000万円でサインした。

## 選手としての特徴
オーバースローから2021年9月4日に記録した最速155km/hのストレートに加え、カーブ、カットボール、フォークといずれも高い水準の変化球を投じる。
特にフォークの評価が高く、2種類のフォークを安定したリリースポイントからストレートとほぼ同じ軌道で投げ分けている。S-PARKの企画「プロ野球100人分の1位」では、2022年にリリーフ投手ながら「変化球」部門の5位に栗林のフォークが選ばれた。
奪三振率が2021年に13.9、2022年に11.0を記録するなど、三振を奪う能力が高い。

## 人物
社会人時代の2020年7月に名城大学の同級生と結婚していたが、広島入団に際して2021年1月に単身で入寮。3月に2か月弱で退寮して広島で同居生活を始めた。
幼い頃から中日ドラゴンズファンである。
東京オリンピック 野球日本代表（侍ジャパン）として金メダルを獲得した栄誉をたたえ、2022年2月10日、栗林の出身地である愛西市の名鉄 勝幡駅北口に記念のゴールドポスト（第68号）が設置された（ゴールドポストプロジェクト）。
日常習慣としては、ルーチンが非常に多く、登板前夜は体幹トレーニングをしてから、22時迄に就寝し、朝起床すると同時に伸びをするようにしている。また、以下の手順にて『野球の神様』に祈る個人的儀式を持つ。
- 左足からグラウンドに入る。
- ブルペン投球の締めの5球は「直球、カットボール、カーブ、フォーク、直球」を踏襲する。
- 出番が近くなると、ベンチでボールをお手玉のように3度上に投げ、3口水を飲む。
- マウンドに向かう際は内野ファウルラインの手前で帽子を脱ぎ、一礼する。

試合用グラブには金色のうんこマーク（💩）と白色の星マーク（☆）の刺繡がされている。これは名城大学コーチの山内壮馬がグラブに入れていた刺繡を受け継いだものだという。また、大学日本代表で栗林と一緒だった東克樹は、この栗林のグラブを見て、自身のグラブにも同様の刺繡を入れている。

## 詳細情報

### 年度別投手成績
| 年 度     | 球 団     | 登 板 | 先 発 | 完 投 | 完 封 | 無 四 球 | 勝 利 | 敗 戦 | セ 丨 ブ | ホ 丨 ル ド | 勝 率 | 打 者 | 投 球 回 | 被 安 打 | 被 本 塁 打 | 与 四 球 | 敬 遠 | 与 死 球 | 奪 三 振 | 暴 投 | ボ 丨 ク | 失 点 | 自 責 点 | 防 御 率 | W H I P |
| --------- | --------- | ----- | ----- | ----- | ----- | -------- | ----- | ----- | -------- | ----------- | ----- | ----- | -------- | -------- | ----------- | -------- | ----- | -------- | -------- | ----- | -------- | ----- | -------- | -------- | ------- |
| 2021      | 広島      | 53    | 0     | 0     | 0     | 0        | 0     | 1     | 37       | 0           | .000  | 201   | 52.1     | 23       | 1           | 28       | 2     | 1        | 81       | 1     | 1        | 5     | 5        | 0.86     | 0.97    |
| 2022      | 広島      | 48    | 0     | 0     | 0     | 0        | 0     | 2     | 31       | 6           | .000  | 185   | 48.1     | 22       | 0           | 15       | 2     | 2        | 59       | 1     | 0        | 8     | 8        | 1.49     | 0.77    |
| 2023      | 広島      | 55    | 0     | 0     | 0     | 0        | 3     | 7     | 18       | 15          | .300  | 210   | 52.1     | 42       | 4           | 19       | 2     | 1        | 51       | 2     | 0        | 18    | 17       | 2.92     | 1.17    |
| 2024      | 広島      | 60    | 0     | 0     | 0     | 0        | 0     | 6     | 38       | 12          | .000  | 214   | 55.0     | 33       | 3           | 16       | 2     | 2        | 65       | 3     | 0        | 14    | 12       | 1.96     | 0.89    |
| 通算：4年 | 通算：4年 | 216   | 0     | 0     | 0     | 0        | 3     | 16    | 124      | 33          | .158  | 810   | 208.0    | 120      | 8           | 78       | 8     | 6        | 256      | 7     | 1        | 45    | 42       | 1.82     | 0.95    |

- 2024年度シーズン終了時
- 各年度の太字はリーグ最高

### オリンピックでの投手成績
| 年 度 | 代 表 | 登 板 | 先 発 | 勝 利 | 敗 戦 | セ ｜ ブ | 打 者 | 投 球 回 | 被 安 打 | 被 本 塁 打 | 与 四 球 | 敬 遠 | 与 死 球 | 奪 三 振 | 暴 投 | ボ ｜ ク | 失 点 | 自 責 点 | 防 御 率 |
| ----- | ----- | ----- | ----- | ----- | ----- | -------- | ----- | -------- | -------- | ----------- | -------- | ----- | -------- | -------- | ----- | -------- | ----- | -------- | -------- |
| 2021  | 日本  | 5     | 0     | 2     | 0     | 3        | 20    | 5.0      | 3        | 0           | 2        | 0     | 0        | 6        | 1     | 0        | 1     | 1        | 1.80     |

### 年度別守備成績
| 年 度 | 球 団 | 投手  | 投手  | 投手  | 投手  | 投手  | 投手     |
| 年 度 | 球 団 | 試 合 | 刺 殺 | 補 殺 | 失 策 | 併 殺 | 守 備 率 |
| ----- | ----- | ----- | ----- | ----- | ----- | ----- | -------- |
| 2021  | 広島  | 53    | 1     | 3     | 0     | 1     | 1.000    |
| 2022  | 広島  | 48    | 0     | 6     | 0     | 0     | 1.000    |
| 2023  | 広島  | 55    | 3     | 9     | 0     | 2     | 1.000    |
| 2024  | 広島  | 60    | 4     | 6     | 1     | 0     | .909     |
| 通算  | 通算  | 216   | 8     | 24    | 1     | 3     | .970     |

- 2024年度シーズン終了時

### 表彰
- 新人王（2021年）

### 記録
初記録
- 初登板・初セーブ：2021年3月27日、対中日ドラゴンズ2回戦（MAZDA Zoom-Zoom スタジアム広島）、9回表に4番手で救援登板・完了、1回無失点[13] ※初登板セーブは日本人では8人目
- 初奪三振：同上、9回表に根尾昂から空振り三振[13]
- 初ホールド：2022年4月24日、対横浜DeNAベイスターズ6回戦（MAZDA Zoom-Zoom スタジアム広島）、9回表に5番手で救援登板、1回無失点
- 初勝利：2023年6月6日、対北海道日本ハムファイターズ1回戦（エスコンフィールドHOKKAIDO）、7回裏に2番手で救援登板、1回無失点[34]

節目の記録
- 100セーブ：2024年5月26日、対横浜DeNAベイスターズ11回戦（横浜スタジアム）、9回裏に4番手として救援登板・完了、1回無失点 ※史上36人目（178試合目での達成は馬原孝浩と並び日本人最速タイ）[38]

その他の記録
- 開幕から22試合連続無失点：2021年3月27日 - 2021年6月10日 ※球団記録、宮森智志、古田島成龍と並び新人の日本記録[62]
- 23試合連続無失点：2021年6月26日 - 2021年10月14日[63]
- 20試合連続セーブ：2021年7月14日 - 2021年11月1日 ※球団記録、岩瀬仁紀と並び歴代2位[19]、シーズン跨ぎでは2021年7月14日 - 2022年3月31日の22試合連続で佐々木主浩とならび歴代1位
- 新人シーズン37セーブ：2021年 ※新人最多タイ記録（山﨑康晃〈2015年〉、大勢〈2022年〉と同数）[19]
- 新人シーズン53交代完了：2021年 ※新人最多記録（平井正史〈1995年〉の52完了を更新、シーズン全53登板で記録）
- シーズン50試合以上に登板し防御率0点台：2021年 ※史上14人目（15度目）[19]
- 打者3人3球セーブ：2024年7月26日、対東京ヤクルトスワローズ12回戦（明治神宮野球場）、9回裏に長岡秀樹を中飛・赤羽由紘を左飛・宮本丈を二ゴロ ※NPB史上初[39]
- オールスターゲーム出場：3回（2021年、2022年、2024年）

### 背番号
- 20（2021年[11] - ）

### 代表歴
- 2017 第29回 ユニバーシアード競技大会
- 2020年東京オリンピックの野球競技・日本代表
- 2023 ワールド・ベースボール・クラシック日本代表

### 登場曲
- 『コーヒーとシロップ』Official髭男dism（ - 2022年）
- 『Narco』ティミー・トランペット（英語版）（2023年 - ）
  - 監督・新井貴浩から、「ディアスの登場曲、聞いたことある?もしこだわりが無いのなら、変えてみたら?」と提案され、栗林本人と黒田博樹もかっこいいと感じていたことから、変更された[64]。

## 関連情報

### CM
- アイスタイル株式会社（広島市に所在する不動産会社）（2023年 - ） - 諸見里大介（2015年 - ）、九里亜蓮（2015年 - 2024年）と共演。